# Hôtel de Vitry
Hôtel de Vitry (též Hôtel de Guiche, Hôtel de Boufflers, Hôtel de Duras nebo Hôtel Lefebvre-d'Ormesson) je městský palác v Paříži. Nachází se v historické čtvrti Marais na náměstí Place des Vosges. Palác je v soukromém vlastnictví.

## Umístění
Hôtel de Vitry má číslo 24 na náměstí Place des Vosges. Nachází se na severní straně náměstí ve 3. obvodu.

## Historie
Palác nechal vybudovat notář a královský sekretář Nicolas Camus, který roku 1609 získal pozemek. V roce 1623 se majitelem stal francouzský maršál Jean-François de La Guiche hrabě de Saint-Géran. 1665 nechala Marie-Françoise de La Guiche přistavět křídlo do dvora. Její dcera se provdala za Jacquese Henriho de Durfort, v jehož rodině zůstal dům do roku 1704, kdy ho koupil francouzský maršál François de Bouffles. V roce 1816 uvažovalo město Paříž kvůli zlepšení dopravy o demolici domu, ke které nakonec nedošlo. Od roku 1954 žil v domě francouzský básník Jean Follain.
Střechy a fasáda paláce jsou od roku 1920 chráněny jako historická památka. Podloubí a křídla vstupních dveří na náměstí jsou pod ochranou od roku 1956.

## Externí odkazy

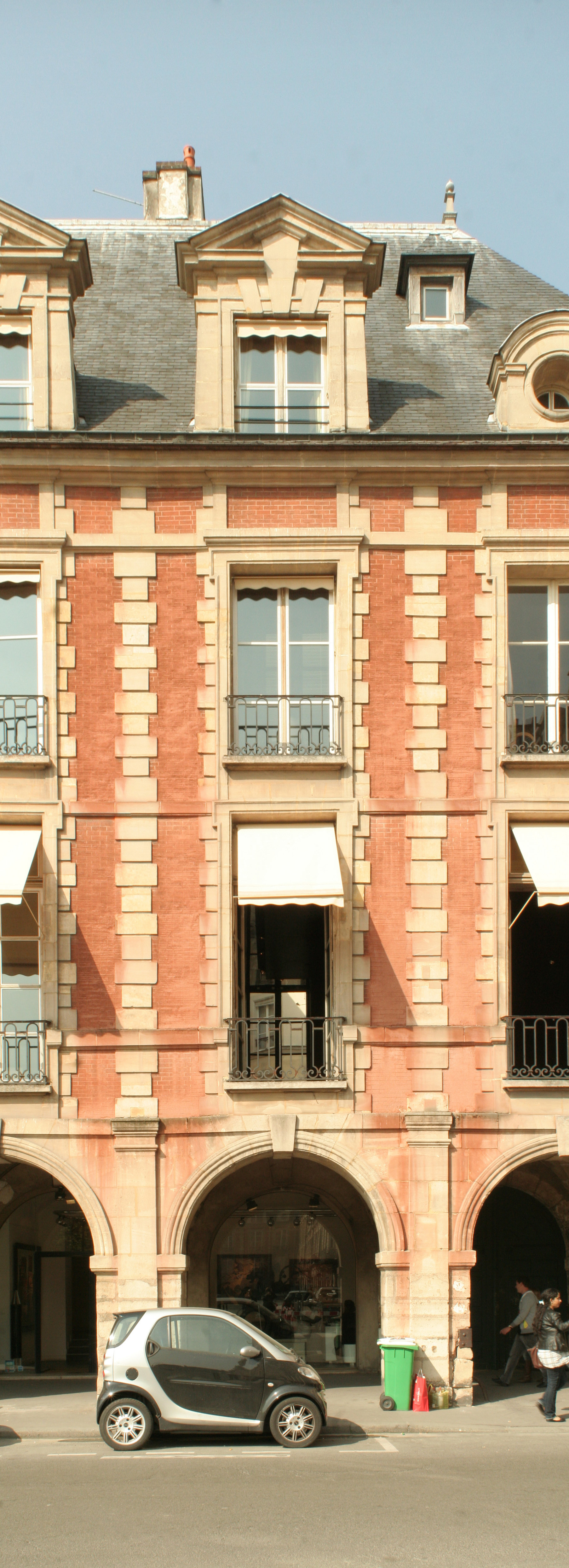
Hôtel de Vitry (výřez)